# 9892 Meigetsuki
9892 Meigetsuki è un asteroide della fascia principale. Scoperto nel 1995, presenta un'orbita caratterizzata da un semiasse maggiore pari a 2,2633530 au e da un'eccentricità di 0,1421390, inclinata di 6,20806° rispetto all'eclittica.